# I Am Me
I Am Me är den amerikanska sångerskan Ashlee Simpsons andra album, släppt hösten 2005.

## Låtlista
Här är hela låtlistan (på den europeiska versionen av albumet):
| Nr  | Titel                   | Låtskrivare                                 |      |
| --- | ----------------------- | ------------------------------------------- | ---- |
| 1.  | "Boyfriend"             | Ashlee Simpson, Kara DioGuardi, John Shanks | 3:00 |
| 2.  | "In Another Life"       | Ashlee Simpson, Kara DioGuardi, John Shanks | 3:47 |
| 3.  | "Beautifully Broken"    | Ashlee Simpson, Kara DioGuardi, John Shanks | 3:16 |
| 4.  | "L.O.V.E."              | Ashlee Simpson, Kara DioGuardi, John Shanks | 2:34 |
| 5.  | "Coming Back for More"  | Ashlee Simpson, Kara DioGuardi, John Shanks | 3:30 |
| 6.  | "Dancing Alone"         | Ashlee Simpson, Kara DioGuardi, John Shanks | 3:55 |
| 7.  | "Burnin' Up"            | Ashlee Simpson, Kara DioGuardi, John Shanks | 3:57 |
| 8.  | "Catch Me When I Fall"  | Ashlee Simpson, Kara DioGuardi, John Shanks | 4:01 |
| 9.  | "I Am Me"               | Ashlee Simpson, Kara DioGuardi, John Shanks | 3:18 |
| 10. | "Eyes Wide Open"        | Ashlee Simpson, Kara DioGuardi, John Shanks | 4:10 |
| 11. | "Say Goodbye"           | Ashlee Simpson, Kara DioGuardi, John Shanks | 4:16 |
| Nr  | Bonusspår               | Låtskrivare                                 |      |
| 12. | "Kicking and Screaming" | Ashlee Simpson, Kara DioGuardi, John Shanks |      |

## Singlar
- Boyfriend
- L.O.V.E.